# Cantone di Le Nord-Toulois
Il Cantone di Le Nord-Toulois è una divisione amministrativa dell'Arrondissement di Toul e dell'Arrondissement di Nancy.
È stato costituito a seguito della riforma approvata con decreto del 26 febbraio 2014, che ha avuto attuazione dopo le elezioni dipartimentali del 2015.

## Composizione
Comprende i seguenti 57 comuni:
- Aingeray
- Andilly
- Ansauville
- Avrainville
- Beaumont
- Bernécourt
- Boucq
- Bouillonville
- Bouvron
- Bruley
- Charey
- Domèvre-en-Haye
- Dommartin-la-Chaussée
- Essey-et-Maizerais
- Euvezin
- Flirey
- Fontenoy-sur-Moselle
- Francheville
- Gézoncourt
- Gondreville
- Griscourt
- Grosrouvres
- Hamonville
- Jaillon
- Jaulny
- Lagney
- Limey-Remenauville
- Lironville
- Liverdun
- Lucey
- Mamey
- Mandres-aux-Quatre-Tours
- Manoncourt-en-Woëvre
- Manonville
- Martincourt
- Ménil-la-Tour
- Minorville
- Noviant-aux-Prés
- Pannes
- Rembercourt-sur-Mad
- Rogéville
- Rosières-en-Haye
- Royaumeix
- Saint-Baussant
- Saizerais
- Sanzey
- Seicheprey
- Sexey-les-Bois
- Thiaucourt-Regniéville
- Tremblecourt
- Trondes
- Velaine-en-Haye
- Viéville-en-Haye
- Vilcey-sur-Trey
- Villers-en-Haye
- Villey-Saint-Étienne
- Xammes